# Eurostile
Eurostile – geometryczny bezszeryfowy krój pisma, zaprojektowany przez Aldo Novarese w 1962 roku dla jednej z najbardziej znanych włoskich odlewni Nebiolo w Turynie.

## Charakterystyka
Eurostile jest czcionką popularną na wyświetlaczach. Jej liniowy charakter sugeruje nowoczesną architekturę, jak i funkcjonalność, dlatego jest popularna we współczesnym projektowaniu graficznym (np. w powieściach science fiction). Krępe kształty z zaokrąglonymi rogami przywołują wygląd ekranów telewizyjnych z lat 50. i 60., dlatego font ten jest używany w filmowej grafice.

## Warianty
Francker jest wariantem Eurostile.

## Zastosowanie

### Logo
- Toshiba
- Diadora
- Casio
- Roland Corporation
- Skechers
- Konkurs Piosenki Eurowizji (lata 2004–2014)

### Przemysł muzyczny
Czcionka Eurostile jest często stosowana w przemyśle muzycznym. Znajduje się na okładkach albumów zespołów U2, The Supernaturals Ash, Pendulum, a także Eminema i Marilyna Mansona (Mechanical Animals, 1998). Była również używana przez Westlife na ich dwóch pierwszych albumach, Westlife i Coast to Coast.

### Telewizja
Odmiany Eurostile są popularne w telewizji zagranicznej, przede wszystkim w BBC.
Eurostile jest jednym z najbardziej popularnych czcionek w filmach science fiction, takich jak Doktor Who, UFO Gerry'ego Andersona.
Font Eurostile był również używany w tytułach telewizyjnych seriali: Ironside, Adam-12, Star Trek: Enterprise, a także w wielu grach komputerowych (Homeworld, Tom Clancy’s Ghost Recon, Tekken, Splinter Cell i DRIV3R). Jest również używany w tytule serialu komediowego Drake & Josh.
Stacje sportowe rozpowszechniły czcionkę Eurostile, dzięki używaniu jej do wyświetlania informacji na ekranie. Obecnie nie jest wykorzystywana przez żadnego ogólnokrajowego nadawcę – została zastąpiona węższymi krojami.

### Film
Eurostile była widoczna w filmie 2001: Odyseja kosmiczna, a także w Moon z 2009 roku.

### Gry
Font Eurostile jest używany w grach: Star Wars: The Force Unleashed i Star Wars: The Force Unleashed II. Jeden z wariantów Eurostile pojawia się we wszystkich tekstach interfejsu MMORPG Star Wars: The Old Republic. Eurostile jest również stosowana w tytule gry Homeworld i Homeworld 2. Seria StarCraft też używa Eurostile.
Eurostile był używany w Deus Ex: Bunt Ludzkości jako główny styl czcionki w grze.
Czcionka ta jest również używana jako główny styl dla Final Fantasy XIII i Final Fantasy XIII-2.
W ostatniej części Ratchet & Clank, Eurostile zastosowano do większości tekstu w grze.
Jest również jedną z głównych czcionek użytych w Grand Theft Auto: Liberty City Stories i Grand Theft Auto: Vice City Stories.
Eurostile jest używana na większości opakowaniach japońskich gier wideo Sega Mega Drive.